# (385528) 2004 OR15
(385528) 2004 OR15, também escrito como (385528) 2004 OR15, é um objeto transnetuniano (TNO) que está localizado no disco disperso, uma região do Sistema Solar. Este objeto é classificado com um cubewano. O mesmo tem cerca de 139 km de diâmetro. por isso é improvável que possa ser classificado como um planeta anão, devido ao seu tamanho relativamente pequeno.

## Órbita
A órbita de (385528) 2004 OR15 tem uma excentricidade de 0.335, e possui um semieixo maior de 55.959 UA.